# Садики, Нехар
Нехар Садики (макед. Нехар Садики / Nehar Sadiki; 16 марта 1998, Куманово) — северомакедонский футболист, защитник индонезийского клуба «Бхаянгкара».

## Клубная карьера
Нехар Садики родился в городе Куманово. Воспитанник местной команды «Милано».
Зимой 2015 года Садики перешёл в клуб «Работнички». 1 марта 2015 года в матче Первой лиги против клуба «Горизонт» (1:0) он дебютировал за новый клуб, выйдя на замену в конце игры. В своём первом сезоне за «Работнички» защитник сыграл 5 матчей.
Летом 2015 года Нехар Садики стал игроком клуба «Горно Лисиче», однако в сезоне 2015/16 так и не вышел на поле в составе новой команды.
С июля 2016 года снова стал выступать за «Работнички». 24 сентября 2016 года в матче Первой лиги против клуба «Шкендия» (Тетово) (1:3) он забил дебютный гол за «железнодорожников». 14 мая 2017 года забил гол в ворота клуба «Вардар». В сезоне 2017/18 Садики был основным игроком «Работнички», приняв участие в 26 матчах чемпионата и забив гол. В августе 2018 года покинул клуб.
22 января 2019 года Нехар Садики на правах свободного агента перешёл в клуб «Ренова». 16 марта 2019 года в матче Первой лиги против клуба «Победа» (2:3) он дебютировал за новую команду, выйдя в стартовом составе. 7 апреля забил дебютный гол за «Ренову», поразив ворота «Шкендии» (2:1).
25 августа 2020 года защитник перешёл в мальтийский «Хамрун Спартанс», однако, не сыграв ни одного матча за эту команду, вернулся в Северную Македонию и подписал контракт с клубом «Борец». В сезоне 2020/21 Садики регулярно выходил на поле в составе «Бореца», сыграв в 25 матчах.
С июля 2022 года Садики играл в албанском клубе Эрзени, где за два сезона сыграл 58 матчей и сделал 5 результативных действий (3 гола, 2 передачи).
Летом 2024 года Нехар Садики перешёл в российский клуб «СКА-Хабаровск», подписав контракт на год с возможностью продления ещё на один. 14 июля 2024 года в матче Первой лиги против «Торпедо» (4:0) он дебютировал за новый клуб, выйдя в стартовом составе. В январе 2025 года Садики покинул «СКА-Хабаровск».
29 января 2025 года защитник перешёл в боснийский клуб в «Игман Кониц», подписав полугодичный контракт. 14 февраля 2025 года в матче Премьер-лиги против клуба «Слобода» (Тузла) (0:1) он дебютировал за новый клуб, выйдя в стартовом составе.
12 июля 2025 года Садики перешёл в индонезийский клуб «Бхаянгкара». 8 августа 2025 года в матче Суперлиги против клуба «Борнео Самаринда» (1:0) он дебютировал за новую команду, выйдя в стартовом составе.

## Карьера в сборной
Выступал за юношеские сборные Северной Македонии, а также за молодёжную сборную.

## Клубная статистика
| Выступление      | Выступление      | Выступление      | Чемпионат | Чемпионат | Кубки | Кубки | Еврокубки | Еврокубки | Другие | Другие | Итого | Итого |
| Клуб             | Лига             | Сезон            | Игры      | Голы      | Игры  | Голы  | Игры      | Голы      | Игры   | Голы   | Игры  | Голы  |
| ---------------- | ---------------- | ---------------- | --------- | --------- | ----- | ----- | --------- | --------- | ------ | ------ | ----- | ----- |
| Работнички       | Первая лига      | 2014/15          | 5         | 0         | —     | —     | —         | —         | —      | —      | 5     | 0     |
| Работнички       | Итого            | Итого            | 5         | 0         | —     | —     | —         | —         | —      | —      | 5     | 0     |
| Работнички       | Первая лига      | 2016/17          | 9         | 2         | —     | —     | —         | —         | —      | —      | 9     | 2     |
| Работнички       | Первая лига      | 2017/18          | 26        | 1         | —     | —     | —         | —         | —      | —      | 26    | 1     |
| Работнички       | Первая лига      | 2018/19          | —         | —         | —     | —     | 1         | 0         | —      | —      | 1     | 0     |
| Работнички       | Итого            | Итого            | 35        | 3         | —     | —     | 1         | 0         | —      | —      | 36    | 3     |
| Ренова           | Первая лига      | 2018/19          | 10        | 1         | —     | —     | —         | —         | —      | —      | 10    | 1     |
| Ренова           | Первая лига      | 2019/20          | 12        | 0         | —     | —     | —         | —         | —      | —      | 12    | 0     |
| Ренова           | Первая лига      | 2020/21          | 1         | 0         | —     | —     | —         | —         | —      | —      | 1     | 0     |
| Ренова           | Итого            | Итого            | 23        | 1         | —     | —     | —         | —         | —      | —      | 23    | 1     |
| Борец            | Первая лига      | 2021/22          | 25        | 0         | —     | —     | —         | —         | —      | —      | 25    | 0     |
| Борец            | Итого            | Итого            | 25        | 0         | —     | —     | —         | —         | —      | —      | 25    | 0     |
| Эрзени           | Суперлига        | 2022/23          | 22        | 2         | 1     | 0     | —         | —         | 1      | 1      | 24    | 3     |
| Эрзени           | Суперлига        | 2023/24          | 32        | 0         | 2     | 0     | —         | —         | —      | —      | 34    | 0     |
| Эрзени           | Итого            | Итого            | 54        | 2         | 3     | 0     | —         | —         | 1      | 1      | 58    | 3     |
| СКА-Хабаровск    | Первая лига      | 2024/25          | 5         | 0         | —     | —     | —         | —         | —      | —      | 5     | 0     |
| СКА-Хабаровск    | Итого            | Итого            | 5         | 0         | —     | —     | —         | —         | —      | —      | 5     | 0     |
| Игман Кониц      | Премьер-лига     | 2024/25          | 8         | 0         | —     | —     | —         | —         | —      | —      | 8     | 0     |
| Игман Кониц      | Итого            | Итого            | 8         | 0         | —     | —     | —         | —         | —      | —      | 8     | 0     |
| Бхаянгкара       | Суперлига        | 2025/26          | 1         | 0         | 0     | 0     | —         | —         | —      | —      | 1     | 0     |
| Бхаянгкара       | Итого            | Итого            | 1         | 0         | 0     | 0     | —         | —         | —      | —      | 1     | 0     |
| Всего за карьеру | Всего за карьеру | Всего за карьеру | 131       | 6         | 3     | 0     | 1         | 0         | 1      | 1      | 136   | 7     |

1. ↑  Кубок Албании.
2. ↑  Квалификация Лиги Европы УЕФА.
3. ↑  Переходные (стыковые) матчи Первый дивизион — Суперлига.

## Достижения
«Работнички»
- Серебряный призёр чемпионата Македонии: 2014/15
- Бронзовый призёр чемпионата Македонии: 2016/17